# Алоис I (Лихтенщайн)
Алойс I Йозеф фон Лихтенщайн (на немски: Aloys I Joseph von Liechtenstein, роден: Aloys Josef Johannes Nepomuk Melchior; * 14 май 1759, Виена; † 24 март 1805, Виена) е 9. управляващ княз на Лихтенщайн (1781 – 1805).

## Живот
Син е на княз Франц Йозеф I фон Лихтенщайн (1726 – 1781) и съпругата му графиня Леополдина фон Щернберг (1733 – 1809), дъщеря на граф Франц Филип фон Щернберг (1708 – 1786), дворцов министър на Мария Терезия, и съпругата му графиня Мария Леополдина фон Щархемберг (1712 – 1800).
Алойс I влиза в императорската войска и участва в Баварската наследствена война (1778 и 1779). След смъртта на баща му на 18 август 1781, той напуска през 1783 г. военната си кариера и поема управлението на големите си собствености. Алойс I изпраща свои служители в Америка, които донасят семена и растения и се насаждат в земите му.
Алойс I се жени на 16 ноември 1783 г. във Валтице за графиня Каролина фон Мандершайд-Бланкенхайм (* 3 ноември 1768; † 11 юни 1831), дъщеря на граф Йохан Вилхелм фон Мандершайд-Бланкенхайм (1708 – 1772) и третата му съпруга принцеса Луиза Франциска Вилхелмина Анселмина фон Залм-Залм (1725 – 1764). Бракът е бездетен. Тя има обаче две извънбрачни деца с нейния дългогодишен любовник.
Алойс I е от 1790 г. 836-ият рицар на Ордена на Златното руно в Австрия. Той умира бездетен. След смъртта му е наследен през 1805 г. от по-малкия му брат Йохан I Йозеф (1760 – 1836).